# 佩恩蒂德伍茲鎮區 (北達科他州伯利縣)
佩恩蒂德伍茲鎮區（英語：Painted Woods Township）是位於美國北達科他州伯利縣的一個鎮區。

## 地方資料
佩恩蒂德伍茲鎮區的面積為97.51平方千米，當中陸地面積為94.08平方千米，而水域面積為3.43平方千米。根據2010年美國人口普查的數據，當地共有人口118人，而人口密度為每平方千米1.21人。